# Metale platinice
Metale platinice, denumire folosită pentru elementele Ruteniu (Ru), Rodiu (Rh), Paladiu (Pd), Osmiu (Os), Iridiu (Ir) și Platină (Pt) din a doua și a treia triadă a grupei a VIII-a. În natură se găsesc împreună, în cantități mici în stare nativă, cel mai abundent fiind platina, iar cel mai puțin abundent fiind ruteniul. Extragerea și separarea metalelor platinice reprezintă un proces complicat și laborios, din cauza comportării chimice asemănătoare a acestor elemente. Metalele platinice prezintă, în general, multe asemănări în comportarea lor. Sunt metale greu fuzibile, au densități neobișnuit de mari (în special Os, Ir și Pt). Toate sunt elemente slab electropozitive, cu reactivitate chimică redusă, fiind situate în extremitatea dreaptă a seriei tensiunilor electrochimice. Din această cauză se obțin deosebit de ușor din soluțiile sărurilor lor prin acțiunea unor agenți reducători ca hidrazina, (N2H4), hidroxilamină, (NH2OH) etc, sau a altor metale. Prezintă o rezistență foarte mare față de mulți agenți chimici, în special față de acizi. Astfel Ru, Os și Ir nu sunt atacate de nici un acid, nici chiar de apa regală, care dizolvă doar Pt, Pd și Rh. Cu excepția platinei, metalele platinice se combină la cald cu oxigenul. Rh și Os prezintă cea mai mare afinitate pentru oxigen, Pd și Pt cea mai mică. La cald toate metalele platinice reacționează cu clorul și fluorul. Metalele platinice formează combinații în mai multe stări de oxidare; numai Ru și Os ating însă în unele dintre combinațiile lor (de exemplu MO4) valența maximă 8, caracteristică grupei. Din acest punct de vedere se observă o asemănare mai mare între perechile de elemente din aceeași coloană verticală și anume: Ru-Os; Rh-Ir; Pd-Pt. Metalele platinice formează un număr imens de combinații complexe, încât se poate spune că în multe cazuri ionii complecși reprezintă forma de existență a acestor elemente în soluție. Au multiple întrebuințări; dintre acestea poate fi menționată folosirea lor la confecționarea de ustensile și diverse accesorii pentru aparate de laborator. Unele ca atare sau sub formă de combinații complexe, au proprietăți catalitice deosebite în cele mai variate tipuri de procese chimice.

## Anomalia Iridiu
Aceste 6 metale rare se găsesc peste tot în lume, în concentrații neobișnuit de mari, într-un strat subțire de argilă la limita între Cretacic și Terțiar, constituind un reper sigur stratigrafic. Concentrația lor mare (de câteva zeci de ori mai mare decât conținutul mediu al lor din scoarța terestră) se explică prin aportul adus de asteroidul care a produs catastrofa planetară de la finele epocii cretacice, acum 65 milioane de ani. Stratul de argilă se mai numește și "Anomalia Iridiu".